# 馬哈茂德·阿布德拉爾
馬哈茂德·阿布德拉爾（Mahmoud Abdelaal，1992年1月1日—）是一名埃及拳擊運動員，主攻輕量級項目。他曾獲得非洲拳擊錦標賽男子輕量級亞軍。

## 外部連結
- AIBA （页面存档备份，存于）